# Roda JC in het seizoen 1971/72
Het seizoen 1971/1972 was het 10e jaar in het bestaan van de Kerkraadse betaaldvoetbalclub Roda JC. De club kwam uit in de Nederlandse Eerste divisie en eindigde daarin op de vierde plaats. Tevens deed de club mee aan het toernooi om de KNVB Beker, hierin werd in de eerste ronde verloren van N.E.C. (1–2).

## Wedstrijdstatistieken

### Eerste divisie
|       | AZ '67 | Blauw-Wit | SC Cambuur | D.F.C. | Eindhoven | Fortuna | Fortuna SC | De Graafschap | Haarlem | Heerenveen | Helmond Sport | Heracles | HVC   | PEC Zwolle | SVV   | Veendam | De Volewijckers | FC VVV | Wageningen | Willem II |
| ----- | ------ | --------- | ---------- | ------ | --------- | ------- | ---------- | ------------- | ------- | ---------- | ------------- | -------- | ----- | ---------- | ----- | ------- | --------------- | ------ | ---------- | --------- |
| Thuis | 1 – 3  | 2 – 0     | 3 – 2      | 1 – 1  | 1 – 0     | 1 – 1   | 2 – 0      | 1 – 0         | 1 – 0   | 2 – 1      | 1 – 1         | 2 – 1    | 1 – 1 | 1 – 0      | 3 – 1 | 0 – 1   | 3 – 1           | 2 – 1  | 6 – 0      | 1 – 0     |
| Uit   | 1 – 0  | 2 – 1     | 2 – 1      | 0 – 1  | 0 – 0     | 2 – 0   | 1 – 2      | 0 – 1         | 2 – 0   | 1 – 2      | 2 – 1         | 5 – 0    | 0 – 2 | 0 – 0      | 1 – 1 | 2 – 1   | 0 – 1           | 2 – 2  | 2 – 2      | 2 – 0     |

### KNVB beker
| 1e ronde                                       | N.E.C.                              | 2 – 1 (1 – 1) | Roda JC         |
| 9 januari 1972 Plaats: Nijmegen Goffertstadion | Cas Janssens 2' Frans Eggenkamp 60' |               | 52' John Meuser |

## Statistieken Roda JC 1971/1972

### Eindstand Roda JC in de Nederlandse Eerste divisie 1971 / 1972
| Stand | Gespeeld | Gewonnen | Gelijk | Verloren | Punten | Doelpunten voor | Doelpunten tegen |
| ----- | -------- | -------- | ------ | -------- | ------ | --------------- | ---------------- |
| 4e    | 40       | 20       | 9      | 11       | 49     | 53              | 42               |

### Topscorers
| #      | Naam             | Goal |
| ------ | ---------------- | ---- |
| 1.     | Henk van Rooij   | 19   |
| 2.     | Willy Coolen     | 14   |
| 3.     | Wil Brassé       | 5    |
| 4.     | Walter Kousen    | 3    |
| 4.     | John Meuser      | 3    |
| 4.     | Hans Zuidersma   | 3    |
| 7.     | Hens Fischer     | 2    |
| 8.     | Jan Deswijzen    | 1    |
| 8.     | Martin Jongen    | 1    |
| 8.     | Wim Langenhuizen | 1    |
| 8.     | Theo Offermans   | 1    |
| Totaal | Totaal           | 53   |

| #      | Naam        | Goal |
| ------ | ----------- | ---- |
| 1.     | John Meuser | 1    |
| Totaal | Totaal      | 1    |